# River Lea (Wilmot River)
Der River Lea ist ein Fluss im Nordwesten des australischen Bundesstaates Tasmanien.

## Geografie

### Flusslauf
Der etwas mehr als 16 Kilometer lange River Lea entsteht im Lake Lea, etwa sieben Kilometer nördlich des Cradle-Mountain-Lake-St.-Clair-Nationalparks. Von dort fließt er nach Ost-Nordosten und bildet im Lake Gairdner zusammen mit dem Iris River den Wilmot River.

### Nebenflüsse mit Mündungshöhen
Er hat folgende Nebenflüsse:
- Fall River – 688 m

### Durchflossene Seen und Stauseen
Er durchfließt folgende Seen/Stauseen:
- Lake Lea – 816 m
- Lake Gairdner – 470 m